# Аффольтер, Франсуа
Франсуа́ Аффольте́р (фр. и нем. François Affolter; 13 марта 1991, Биль, Швейцария) — швейцарский футболист, защитник клуба «Биль-Бьен». Выступал в сборной Швейцарии.

## Клубная карьера
Начал заниматься футболом в родном городе. В 2007 году оказался в юношеской команде «Янг Бойз».
За первую команду дебютировал 14 сентября 2008 года в выездном матче чемпионата матче против «Беллинцоны». После этого матча молодой защитник стал игроком стартового состава клуба и провёл до окончания сезона ещё 25 игр.
В сезоне 2009/10 Аффольтер провёл за «Янг Бойз» 46 матчей в различных турнирах. 10 апреля 2010 года в компенсированное время матча чемпионата Швейцарии против «Беллинцоны» футболист ударом головой забил свой первый в карьере гол, оказавшийся в той встрече победным.
В квалификации Лиги чемпионов 2010/11 Аффольтер помог своей команде выбить из турнира по итогам двухматчевого противостояния турецкий «Фенербахче» и победить в первом матче английский «Тоттенхэм». В ответном матче с англичанами, проигранном 0:4, защитник участия не принимал.
В январе 2012 года отправился в аренду в клуб немецкой Бундеслиги «Вердер» до конца года.
В начале 2014 года Аффольтер перешёл в «Люцерн».
21 июля 2017 года Аффольтер на правах свободного агента присоединился к клубу MLS «Сан-Хосе Эртквейкс», подписав многолетний контракт. За «Сан-Хосе» дебютировал 9 августа 2017 года в матче полуфинала Открытого кубка США против «Спортинга Канзас-Сити». В июле 2018 года получил грин-карту и в MLS перестал считаться иностранным игроком. По окончании сезона 2019 «Эртквейкс» не стал продлевать контракт с Аффольтерем.
В феврале 2020 года Аффольтер вернулся играть в Швейцарию, подписав контракт с клубом Челлендж-лиги «Арау» до конца сезона 2019/20.
В сентябре 2020 года Аффольтер в качестве свободного агента подписал контракт с «Кьяссо» до лета 2021 года.
29 декабря 2021 года подписал контракт с «Биль-Бьен» до лета 2024 года. Дебютировал за клуб 27 февраля 2022 года против «Кьяссо».

## Национальная сборная
В составе юношеской сборной Швейцарии (до 19 лет) Аффольтер принимал участие в чемпионате Европы 2009 года. Защитник провёл все три матча группового турнира без замен, а швейцарцы заняли третье место в группе А, пропустив в полуфинал Англию и Украину.
За молодёжную сборную Швейцарии Аффольтер дебютировал 4 сентября 2009 года в гостевом матче отборочного турнира к чемпионату Европы против молодёжной сборной Армении.
В первой сборной Швейцарии впервые сыграл в товарищеском матче с Австрией 11 августа 2010 года.

## Статистика
| Выступление        | Выступление               | Выступление      | Лига | Лига | Кубок | Кубок | Еврокубки | Еврокубки | Итого | Итого |
| Клуб               | Лига                      | Сезон            | Игры | Голы | Игры  | Голы  | Игры      | Голы      | Игры  | Голы  |
| ------------------ | ------------------------- | ---------------- | ---- | ---- | ----- | ----- | --------- | --------- | ----- | ----- |
| Янг Бойз           | Суперлига                 | 2008/09          | 9    | 0    | —     | —     | —         | —         | 9     | 0     |
| Янг Бойз           | Суперлига                 | 2009/10          | 34   | 1    | 2     | 0     | 1         | 0         | 37    | 1     |
| Янг Бойз           | Суперлига                 | 2010/11          | 33   | 0    | 2     | 0     | 12        | 0         | 47    | 0     |
| Янг Бойз           | Суперлига                 | 2011/12          | 5    | 0    | —     | —     | 2         | 0         | 7     | 0     |
| Янг Бойз           | Суперлига                 | 2012/13          | 4    | 0    | —     | —     | —         | —         | 4     | 0     |
| Янг Бойз           | Суперлига                 | 2013/14          | 2    | 1    | —     | —     | —         | —         | 2     | 1     |
| Янг Бойз           | Итого                     | Итого            | 87   | 2    | 4     | 0     | 15        | 0         | 106   | 2     |
| → Вердер           | Бундеслига                | 2011/12          | 13   | 0    | —     | —     | —         | —         | 13    | 0     |
| → Вердер           | Итого                     | Итого            | 13   | 0    | —     | —     | —         | —         | 13    | 0     |
| 00→ Вердер II      | Региональная лига «Север» | 2012/13          | 5    | 1    | —     | —     | —         | —         | 5     | 1     |
| 00→ Вердер II      | Итого                     | Итого            | 5    | 1    | —     | —     | —         | —         | 5     | 1     |
| Люцерн             | Суперлига                 | 2013/14          | 10   | 0    | 1     | 0     | —         | —         | 11    | 0     |
| Люцерн             | Суперлига                 | 2014/15          | 31   | 1    | 2     | 0     | 2         | 0         | 35    | 1     |
| Люцерн             | Суперлига                 | 2015/16          | 32   | 1    | 3     | 0     | —         | —         | 35    | 1     |
| Люцерн             | Суперлига                 | 2016/17          | 28   | 2    | 4     | 0     | —         | —         | 32    | 2     |
| Люцерн             | Итого                     | Итого            | 101  | 4    | 10    | 0     | 2         | 0         | 113   | 4     |
| Сан-Хосе Эртквейкс | МЛС                       | 2017             | 6    | 0    | 1     | 0     | —         | —         | 7     | 0     |
| Сан-Хосе Эртквейкс | МЛС                       | 2018             | 9    | 0    | 1     | 0     | —         | —         | 10    | 0     |
| Сан-Хосе Эртквейкс | МЛС                       | 2019             | 1    | 0    | 2     | 0     | —         | —         | 3     | 0     |
| Сан-Хосе Эртквейкс | Итого                     | Итого            | 16   | 0    | 4     | 0     | —         | —         | 20    | 0     |
| Арау               | Челлендж-лига             | 2019/20          | 12   | 0    | —     | —     | —         | —         | 12    | 0     |
| Арау               | Итого                     | Итого            | 12   | 0    | —     | —     | —         | —         | 12    | 0     |
| Кьяссо             | Челлендж-лига             | 2020/21          | 31   | 1    | 1     | 0     | —         | —         | 32    | 1     |
| Кьяссо             | Первая лига Промоушен     | 2021/22          | 14   | 0    | 3     | 0     | —         | —         | 17    | 0     |
| Кьяссо             | Итого                     | Итого            | 45   | 1    | 4     | 0     | —         | —         | 49    | 1     |
| Биль-Бьенн         | Первая лига Промоушен     | 2021/22          | 6    | 0    | 1     | 0     | —         | —         | 7     | 0     |
| Биль-Бьенн         | Первая лига Промоушен     | 2022/23          | 24   | 0    | —     | —     | —         | —         | 24    | 0     |
| Биль-Бьенн         | Первая лига Промоушен     | 2022/23          | 6    | 0    | —     | —     | —         | —         | 6     | 0     |
| Биль-Бьенн         | Итого                     | Итого            | 36   | 0    | 1     | 0     | —         | —         | 37    | 0     |
| Всего за карьеру   | Всего за карьеру          | Всего за карьеру | 315  | 8    | 23    | 0     | 17        | 0         | 355   | 8     |

### Матчи за сборную
| № | Дата            | Оппонент  | Счёт | Голы | Соревнование      |
| - | --------------- | --------- | ---- | ---- | ----------------- |
| 1 | 11 августа 2010 | Австрия   | 1:0  | —    | Товарищеский матч |
| 2 | 3 сентября 2010 | Австралия | 0:0  | —    | Товарищеский матч |
| 3 | 17 ноября 2010  | Украина   | 2:2  | —    | Товарищеский матч |
| 4 | 9 февраля 2011  | Мальта    | 0:0  | —    | Товарищеский матч |
| 5 | 29 февраля 2012 | Аргентина | 1:3  | —    | Товарищеский матч |

Итого: сыграно матчей: 5 / забито голов: 0; победы: 1, ничьи: 3, поражения: 1.

## Достижения
- Вице-чемпион Швейцарии (2): 2008/09, 2009/10